# Calidad Pascual
Calidad Pascual (anteriormente Grupo Leche Pascual) es una empresa familiar española dedicada a la preparación y envasado de leche y derivados, además de otros productos alimenticios como yogures, zumos, refrescos, huevo líquido, tortillas, agua mineral (Bezoya) y bebidas de soja. Es una de las mayores marcas de consumo de productos lácteos en España.
La compañía fue fundada en 1969 por Tomás  Pascual, y desde entonces el negocio ha estado controlado por su familia. La sede central se encuentra en Aranda de Duero (Burgos) y cuenta con oficinas comerciales en Madrid.

## Historia

Logotipo del Grupo Leche Pascual entre 2004 y 2014.

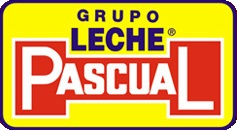
Logotipo del Grupo Leche Pascual hasta 2004.

La empresa se creó en 1969, cuando un grupo de empresarios (hermanos de Tomás Pascual) burgaleses liderados por Tomás Pascual Sanz, segoviano de nacimiento, se hicieron cargo de una cooperativa láctea en quiebra de Aranda de Duero (Burgos) La operación pudo realizarse gracias a un crédito de la Caja de Ahorros Municipal de Burgos, y Tomás cambió el nombre del grupo por el de Industrias Lácteas Pascual.
En sus primeros años la cooperativa atravesó dificultades ante la marcha de varios de sus socios, pero Tomás Pascual se mantuvo al frente de la firma. No fue hasta 1973 cuando Pascual se hizo un hueco en el mercado español gracias a la introducción del envasado tetra brick, pionero en España, y el proceso de ultrapasteurización que sirvió para conservar la leche más tiempo. En 1980 el grupo comercializó por primera vez a nivel nacional la primera marca de leche desnatada y semidesnatada.
Además del mercado lácteo, Pascual comenzó pronto a diversificar su negocio a otros sectores. En 1974 la empresa logró la concesión del manantial de Ortigosa del Monte (Segovia), gracias al cual pudo comercializar la marca de agua mineral Bezoya. En 1986, comenzó a producir zumos de frutas bajo la marca Zumosol (durante un breve tiempo Zumisol). Dos años después remodeló su factoría para elaborar productos lácteos como nata y mantequilla, y en 1991 absorbió la fábrica de cereales para desayuno Cerex. En 1995 introdujo en el mercado gamas de yogures pasteurizados, siendo la primera empresa española en hacerlo.
Durante la década de 1980 y 1990, Pascual emprendió agresivas campañas de publicidad en los medios de comunicación, a través de patrocinios de programas, spots y eventos deportivos. En ese sentido, Pascual fue el patrocinador del equipo olímpico de natación español y actualmente es uno de los patrocinadores del Plan de Ayudas al Desarrollo Olímpico y Paralímpico español. Gracias a la publicidad y a campañas como "el primo de Zumosol", personaje creado por la escritora Pilar Bellver cuando trabajó en la agencia de publicidad Creactual y que supuso uno de los éxitos publicitarios más importantes de finales de siglo, Pascual se convirtió en los años 1990 en líder del mercado lácteo español. La diseñadora del logo del grupo fue ni más ni menos que Eufrasia Pascual Reyes, mujer de uno de los hermanos de Tomás y socio capitalista.
Pascual aumentó el número de instalaciones y plantas y continuó lanzando nuevos productos con el paso de los años. Desde 1997 comercializan una bebida de zumo y leche llamada BiFrutas (entre el 2006 y 2010 se llamó Pascual Funciona y hasta 2010 se llamó (Bio Frutas). En 2000 hicieron lo propio con Yosport, una especie de yogur líquido pasteurizado tras la fermentación, y en 2002 comenzaron a comercializar la línea de productos de soja ViveSoy. En ese tiempo el grupo contó con más de 4.500 trabajadores directos y una facturación cercana a los 1.000 millones de euros.
Después de 37 años al frente de la empresa, el 16 de febrero de 2006 falleció a los 79 años el fundador de Leche Pascual Tomás Pascual Sanz. Su hijo primogénito Tomás Pascual Gómez-Cuétara tomó el relevo como presidente de la firma. Actualmente el grupo posee 22 plantas industriales y está presente en 80 países de cuatro continentes, siendo España y algunos países de Sudamérica sus principales mercados de venta.
Pascual ha tenido que afrontar la caída de sus ventas, una reestructuración de la plantilla y la pérdida de posiciones en el sector lácteo español, por detrás de Central Lechera Asturiana y Puleva. En 2010 trató de comprar sin éxito la línea de lácteos de Ebro Foods, que incluía la marca Puleva, y que finalmente fue adquirida por el grupo francés Lactalis. Y a finales de 2013 vendió la marca "Zumosol" a su competidor turco Toksöz por 40 millones de euros.
A comienzos de 2014 el grupo anunció una nueva identidad corporativa. Para reflejar su negocio en otros productos más allá del sector lácteo, el nombre pasó a ser "Calidad Pascual".
En septiembre de 2021 la compañía anunciaba que Óscar Hernández, el que fuera director de calidad de Calidad Pascual hasta 2018, pasaba a ser director de Asuntos Públicos y Comunicación en un área de trabajo resultado de la fusión de los sectores de Comunicación y de Relaciones Institucionales.

## Productos
- Pascual
  - leche uperizada (clásica, calcio y sin lactosa)
  - Flora (Folic B y Pro-activ)
  - mantequilla (normal, con sal y fácil de untar)
  - batidos (de chocolate, fresa y vainilla)
  - nata montada azucarada
- Vivesoy (bebidas de origen vegetal)
- Bezoya (agua mineral)
- Bifrutas (leche y zumo de frutas)
- Mocay caffè (café para hostelería)
- Café Jurado (café para hostelería)

### Lácteos
El principal estandarte del Grupo Pascual es su leche, comercializada bajo el nombre de Leche Pascual. Su producto clásico es la leche entera y cuentan con una línea de desnatada y semidesnatada que fue pionera en el mercado español. Estas tres marcas se comercializan como Leche Pascual Clásica. Además, la firma comercializa derivados con más calcio, batidos, leche sin lactosa y leche de soja bajo la marca ViveSoy.
Además de leche, Pascual produce mantequilla y nata líquida y montada. Desde 1995 comercializa yogures líquidos pasteurizados tras la fermentación, siendo pionera en ese método en el mercado español. Este método le planteó serios problemas con la Administración española y los fabricantes de yogures como Danone que mantuvieron un litigio para poder llamar "yogur" a ese producto, algo que consiguieron años después. Pascual ha ido perdiendo posiciones frente a competidores del sector como Central Lechera Asturiana o Puleva.

### Agua
Desde 1974 Pascual comercializa Bezoya, su principal marca de agua mineral. El principal manantial del que se nutre es el situado en Ortigosa del Monte (Segovia), y se caracteriza por una baja mineralización. Por ello, la firma sacó años más tarde una nueva línea de agua conocida como Pascual Nature, similar a otras marcas como Font Vella o Lanjarón.

### Otros negocios
Junto a la elaboración de productos, Pascual se dedica también a la distribución. En 2009 comenzó a distribuir las principales salsas de Heinz para España y desde 2010 es el distribuidor y socio de Kellogg's en ese país, lo que obligó a la empresa a desprenderse de su línea propia de cereales.
Desde 1971 gestiona la constructora Peache, dedicada a las promociones inmobiliarias, y en 1988 se hizo con una aseguradora para garantizar sus vehículos y negocios patrimoniales, a la que llamó Pascual Correduría de Seguros. A esos negocios se suma el grupo inmobiliario turístico La Quinta, presente en la Costa del Sol.
Otras empresas son Pascual de Aranda, que fabrica piensos compuestos, la división de café Horeca, y el portal de compras por internet Clienline, proveedor de clientes de hostelería.

### Marcas antiguas
La marca más asociada a Calidad Pascual que ya no pertenece al grupo es Zumosol, que se comercializa desde 1987 en tetra brick. En los primeros años recibía el nombre Zumisol, y actualmente es conocida con el nombre de Zumosol C. Además, se venden embotellados otros zumos con el mismo nombre y en distintas variedades, como Zumosol Pasión, Zumos Pascual o Zumosol Selección, con zumo de la pulpa de la fruta. Otra de las marcas más famosas de Pascual es BiFrutas, elaborada desde 1997 a base de leche y zumo con distintos sabores. Anteriormente se conocía como Bio Frutas y Pascual Funciona.
En cuanto a leche, en 1986 lanzó otra marca con el nombre de PMI, que dejó de existir en 2009. Su característica principal era que la leche no estaba envasada a las 24 horas de su recogida. Como los empleados de la empresa no trabajaban los fines de semana, la firma envasaba los lunes la leche almacenada en ese tiempo como PMI, por lo que en sus inicios fue mucho más barata que Leche Pascual.
En 2002 la empresa lanzó la marca Yosport, yogures líquidos con sabor a frutas, y también comercializó una línea de productos probióticos, MásVital.

## Premios y reconocimientos
Superior Taste Award 2012, otorgado por el Instituto Internacional de Sabor y Calidad, de Bruselas, ha concedido al Grupo Leche Pascual (en las tres variedades de leche clásica) el reconocimiento internacional por su sabor superior.

## Controversias
Pascual ha ido recibiendo diversas denuncias tanto desde dentro del sector como desde la sociedad civil por prácticas como publicidad engañosa y agresiva o competencia desleal. Ya en 1998 recibió una denuncia de la asociación de defensa del consumidor Facua por vulnerar la legislación sanitaria en la publicidad, en 2011 fue obligada a retirar una línea de zumos refrigerados y en 2013 el grupo fue obligado por la organización estatal Autocontrol a retirar la campaña publicitaria de Bezoya por ser engañosa para el consumidor e incurrir en prácticas comparativas denigrantes para los competidores.
En 2019 la Comisión Nacional de los Mercados y la Competencia (CNMC) de España impuso a Calidad Pascual una multa de 8,5 millones de euros por conductas anticompetitivas, específicamente intercambio de información y reparto de mercado de la leche cruda. Varias empresas del sector lácteo fueron sancionadas en el mismo expediente por haber concertado el reparto del mercado de aprovisionamiento de leche cruda “en una infracción única y continuada desde al menos el año 2000 hasta el año 2013 incluido". 